# Uragano di Tampico
L'uragano di Tampico è stato un uragano atlantico di categoria 5 sulla scala Saffir-Simpson che si è sviluppato nel mese di settembre del 1933 e ha colpito principalmente gli stati messicani dello Yucatán e di Tamaulipas. Quattordicesima tempesta tropicale ed ottavo uragano della stagione 1933, è stato il secondo dei due uragani di categoria 5 di quell'anno – il primo colpì Cuba e la città texana di Brownsville tra agosto e settembre.
Si originò come tempesta tropicale il 16 settembre 1933 in prossimità delle piccole Antille, evolvendosi in direzione ovest-nordovest ed intensificandosi in uragano a sud della Giamaica, toccando il 21 settembre il picco d'intensità con venti fino a 260 km/h, raggiungendo la categoria 5. Il giorno seguente, dopo essersi indebolito, colpì lo Yucatán, approdando lungo la costa orientale della penisola. Dopo essersi ridotto a tempesta tropicale, entrò nel golfo del Messico, intensificandosi nuovamente, per poi colpire la città di Tampico, nel Tamaulipas il 25 settembre con venti di 180 km/h. Causò circa 200 morti e migliaia di dollari di danni.

## Storia meteorologica

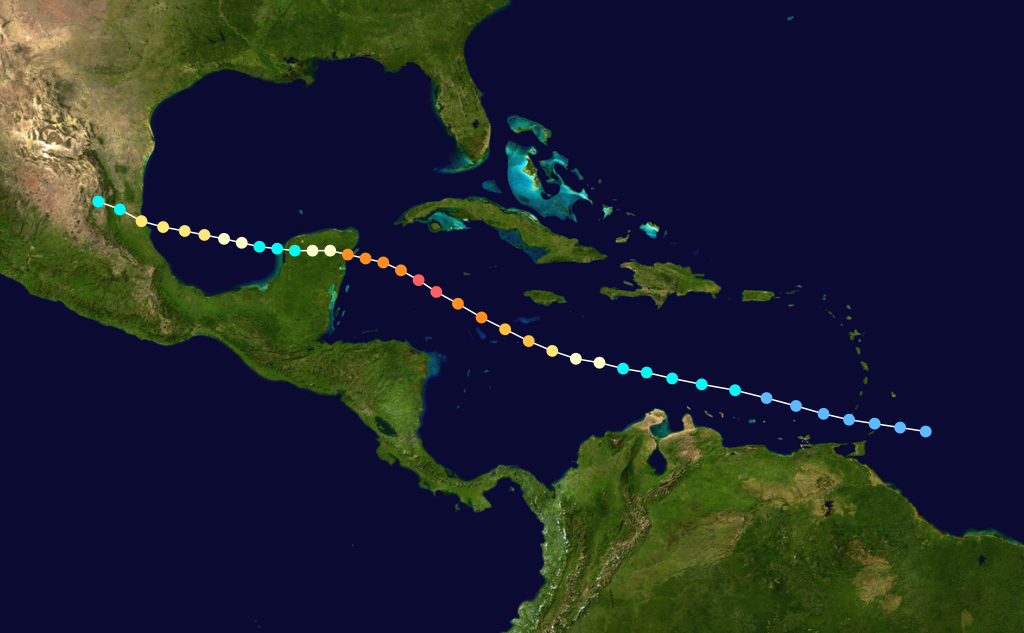
Percorso dell'uragano.

Il 16 settembre 1933 una depressione tropicale si stava sviluppando a circa 298 km a est-nordest dell'isola di Tobago, muovendosi in direzione ovest-nordovest verso le Piccole Antille. Dopo essere entrata nel mar dei Caraibi, la depressione si intensificò in una tempesta tropicale il 18 settembre e il giorno dopo divenne un uragano. Il 20 settembre, mentre passava a sud della Giamaica, si rafforzò rapidamente. Infatti, la sera dello stesso giorno, una nave presente nell'area segnalò un netto calo della pressione barometrica da 29,49 pollici di mercurio (999 mbar) a 27,44 pollici di mercurio (929 mbar) in circa un'ora e mezza. I dati riportati dalla nave indicarono anche che l'uragano era molto compatto e il raggio dei venti massimi (RMW) venne stimato di circa 7 miglia nautiche (13 km). Visto che la nave si trovava nell'occhio e considerando la lettura di pressione barometrica di 929 mbar, venne stimato che i venti di picco avevano una velocità di circa 260 km/h, così da classificare l'uragano nella categoria 5 sulla scala Saffir-Simpson.
Dopo aver raggiunto il picco di intensità, l'uragano proseguì in direzione nordovest. La mattina presto del 22 settembre, passò circa 50 miglia (80 km) a sud dell'isola di Cozumel, prima di approdare nella penisola dello Yucatán. La rianalisi dei dati presenti nell'Hurricane Databases del National Hurricane Center ha rivelato che la traiettoria dell'uragano era di circa 10 miglia (16 km) più a sud rispetto alle iniziali stime di 40 miglia (64 km). L'intensità dell'uragano all'approdo non era nota e i dati esistenti erano scarsi e poco accurati. La rianalisi dei dati ha suggerito un'intensità all'approdo di 120 nodi (220 km/h) come soluzione di compromesso tra due alternative, ossia mantenere l'intensità precedente di 140 nodi (260 km/h) o la stima iniziale di 90 nodi (170 km/h). La prima alternativa era considerata troppo intensa, mentre la seconda non era realistica senza dati a confermarla, perché avrebbe significato un indebolimento in acque calde di circa 50 nodi in 24 ore.
L'uragano si indebolì rapidamente mentre attraversava la penisola dello Yucatán tornando allo stato di tempesta tropicale, ed entrando nel golfo del Messico attraverso la baia di Campeche il 23 settembre con venti di 105 km/h. Si intensificò nuovamente in uragano mentre si spostava verso la costa nordorientale del Messico, raggiungendo un minimo di pressione di 960 mbar e venti di 170 km/h il 24 settembre. Intorno alle 00:00 UTC del 25 settembre, l'uragano toccò terra per la seconda volta poco a sud della città di Tampico, nello stato messicano di Tamaulipas. La tempesta si indebolì progressivamente mentre avanzava nell'entroterra messicana, dissipandosi nel giro di dodici ore dall'approdo.

## Impatto
Mentre l'uragano transitava a sud della Giamaica, nella capitale Kingston venne osservato un rapido calo della pressione barometrica e un intenso moto ondoso. Le forti piogge della tempesta colpirono gran parte dell'isola, interrompendo gli spostamenti e causando una frana. Sull'isola di Cozumel, al largo della penisola dello Yucatán, i venti raggiunsero i 122 km/h da sud-est, mentre a Progreso, nello Yucatán, calarono a 89 km/h. A Cozumel l'uragano causò la distruzione di un molo e di diverse abitazioni, mentre, al largo di Progreso, una barca affondò e una persona morì.
Prima che l'uragano toccasse terra per la seconda volta, la minaccia di forti piogge portò a nuove evacuazioni intorno alla città di Tampico, che solo due settimane prima era stata colpita da un altro uragano che aveva causato la distruzione di molti edifici. Vicino a Tampico, una nave segnalò venti di 130 km/h, mentre una stazione in città registrò venti di 85 km/h. I forti venti abbatterono le linee elettriche e distrussero o danneggiarono gravemente i tetti di metà delle case della città. Un'intensa onda di tempesta invase la città, distruggendo edifici e le aree portuali. Il porto si riempì di detriti dopo la tempesta, risultando inutilizzabile. Parti della città vennero allagate fino ad un livello di circa 4,6 m. Secondo le prime stime, l'uragano aveva danneggiato circa il 75% di Tampico. Durante la tempesta, l'ospedale cittadino venne distrutto, causando la morte di 87 persone. I danni provocati al porto, alle strade e all'infrastruttura ferroviaria rallentarono l'arrivo dei soccorsi. La tempesta portò ad un incremento dei livelli dei fiumi Pánuco e Tamesí, che rimasero sopra il livello di piena anche nei giorni successivi, contribuendo al rallentamento dei soccorsi. A ovest di Tampico, anche la città di Cárdenas, nello stato di San Luis Potosí, venne allagata, 20 persone morirono ed altre 200 rimasero ferite. A Pánuco, poco a sudovest di Tampico, circa 5000 persone rimasero senza casa. Il danneggiamento di una diga nello stato di San Luis Potosí causò la morte di 30 persone. Le forti piogge e i conseguenti allagamenti e danneggiamenti colpirono buona parte del Messico, portando all'interruzione dei viaggi aerei e di diverse linee ferroviarie.
I primi resoconti giornalistici da Tampico riportavano una stima di circa 5000 vittime, indicando l'uragano come "il più grande disastro nella recente storia messicana". Due giorni dopo il passaggio della tempesta, però, il bilancio delle vittime era a 54, con 850 feriti e migliaia di dispersi. Nel 1997, il National Hurricane Center riportò che il numero delle vittime era da considerarsi tra 184 e 200, mentre i danni furono stimati in 5 milioni di dollari.
Passata la tempesta, a Tampico venne dichiarata la legge marziale. Le scorte di cibo e medicine diminuirono rapidamente, mentre i soccorsi faticavano ad arrivare a causa dell'interruzione delle via di trasporto e degli allagamenti che interessavano le aree circostanti la città. Di conseguenza, vennero impiegati aerei militari per trasportare i primi aiuti. Il presidente messicano Abelardo Luján Rodríguez chiese ai governatori degli stati messicani e ai cittadini di inviare aiuti e di inviare denaro alla Banca del Messico.